# Зимнеставочный сельсовет
Зимнеставочный сельсовет — упразднённое сельское поселение в составе Нефтекумского района Ставропольского края Российской Федерации.
Административный центр — посёлок Зимняя Ставка.

## География
Сельское поселение находилось в северо-восточной части Нефтекумского района, в полупустынных землях. Расстояние от административного центра муниципального образования до районного центра — 38 км. Общая площадь территории — 614 км².

## История
С 1 мая 2017 года муниципальные образования Нефтекумского района были объединены в Нефтекумский городской округ.

## Население
| 1989 | 2002  | 2008  | 2010  | 2011  | 2012  | 2013  | 2014  | 2015  | 2016  | 2017  |
| ---- | ----- | ----- | ----- | ----- | ----- | ----- | ----- | ----- | ----- | ----- |
| 1655 | ↘1325 | ↘1173 | ↗1261 | ↘1259 | ↘1251 | ↘1236 | ↗1237 | ↘1233 | ↗1240 | ↗1242 |

### Национальный состав
По итогам переписи населения 2010 года проживали следующие национальности (национальности менее 1 %, см. в сноске к строке "Другие"):
| Национальность | Численность | Процент |
| -------------- | ----------- | ------- |
| Русские        | 438         | 34,73   |
| Даргинцы       | 374         | 29,66   |
| Кумыки         | 174         | 13,80   |
| Аварцы         | 75          | 5,95    |
| Лезгины        | 46          | 3,65    |
| Лакцы          | 41          | 3,25    |
| Ногайцы        | 33          | 2,62    |
| Агулы          | 28          | 2,22    |
| Татары         | 15          | 1,19    |
| Другие         | 37          | 2,93    |
| Итого          | 1261        | 100,00  |

## Состав поселения
До упразднения Зимнеставочного сельсовета в состав его территории входили 2 населённых пункта:
| № | Населённый пункт | Тип населённого пункта          | Население |
| - | ---------------- | ------------------------------- | --------- |
| 1 | Бакрес           | аул                             | →200      |
| 2 | Зимняя Ставка    | посёлок, административный центр | ↗1200     |

## Местное самоуправление
- Совет депутатов сельского поселения Балахоновский сельсовет, состоит из 10 депутатов, избираемых на муниципальных выборах по одномандатным избирательным округам сроком на 5 лет[17]
- Администрация сельского поселения Балахоновский сельсовет

Председатели совета депутатов
Главы администрации
- с 23 марта 2011 года — Лиманов Павел Андреевич, глава сельского поселения

## Инфраструктура
- Зимнеставочное социально-культурное объединение[18]
- Бакресское ветеринарное управление отгонного животноводства[19]

## Образование
- Детский сад № 10 «Солнышко»[20]
- Средняя общеобразовательная школа № 8[21]